# Luigi Pagliarani
Luigi Pagliarani conosciuto anche come Gino Pagliarani (Rimini, 23 gennaio 1922 – Sorengo, 17 marzo 2001) è stato uno psicologo e giornalista italiano.
Fu il padre fondatore della psicosocioanalisi italiana (PSOA), disciplina volta alla comprensione degli aspetti inconsci e conflittuali nello sviluppo degli individui, dei gruppi umani e delle istituzioni.

## Biografia
Nasce e cresce a Rimini in una famiglia di sentimenti antifascisti, dedita alla conduzione di una pensione turistica.
Suoi compagni al liceo classico sono Sergio Zavoli e Federico Fellini, del quale soprattutto resterà amico per tutta la vita.
Durante la seconda guerra mondiale inizia a frequentare la facoltà di filosofia all'Università di Bologna, diviene comunista, viene reclutato e, dopo l'8 settembre 1943, subisce l'internamento in Germania nelle file degli Internati Militari Italiani. Su questa esperienza nell'immediato dopoguerra scriverà dei racconti, che pubblicherà solo nel 1995 (Amore senza vocabolario, Racconti del lager 1943-1945, Guerini e Associati).
Rientrato in Italia si laurea, a Rimini dirige la locale Pro-loco, si dà al giornalismo, a L'Unità si occupa delle pagine culturali.
Dopo i fatti di Ungheria abbandona il PCI e la professione giornalistica. Riprende l'interesse che aveva fin da ragazzo per la psicologia, si avvicina al gruppo di Gaetano Kanizsa all'università degli Studi di Trieste e per alcuni anni si occupa di ricerca qualitativa sui comportamenti di consumo.
Conosce Franco Fornari, con cui intraprende una psicoterapia individuale, per poi collaborare con lui ad esperienze di studio e di sensibilizzazione culturale sul pericolo atomico e la gestione del conflitto (Gruppo anti-H e ISTIP, Istituto di Polemologia), nel corso delle quali studia e inizia a diffondere l'opera di Elliott Jaques, psicoanalista canadese allievo di Melanie Klein e fondatore della socioanalisi presso il Tavistock Institute of Human Relations di Londra.
Con il '68 alterna attività didattiche nelle università di Milano e Trento a numerose esperienze in gruppi e associazioni professionali (tra cui il CIS, Centro Individuo Società e l'AMAG, Associazione Milanese di Gruppo-analisi).
A partire dagli anni settanta elabora un approccio multidisciplinare che caratterizzerà la sua maturità intellettuale, affiancando la pratica della psicoterapia individuale e di gruppo e la supervisione agli interventi di consulenza e formazione in aziende multinazionali.
A cavallo tra gli anni settanta e ottanta ripensa e rinnova la socioanalisi ridefinendola come psico-socioanalisi, dà vita, insieme ad un gruppo di allievi, alla “Cooperativa di psicoterapeuti e formatori” e poi, ad ARIELE- Associazione Italiana di Psicosocioanalisi, che lascerà alcuni anni dopo, mantenendo comunque un rapporto, critico e creativo, di collaborazione.

## Le aree di interesse
I temi che, nei diversi periodi della sua vita, hanno alimentato il pensiero e la prassi professionale di Luigi Pagliarani sono numerosi e ricorrenti nel tempo. Fondamentale è la dimensione “politica” (nel senso della polis, della partecipazione alla cosa pubblica) nell'esperienza umana individuale e sociale. Nella sfera individuale, centrale è il tema della creatività e della progettualità (derivanti dalla condizione di figlio – il puer – che mantiene per l'intera esistenza la tensione alla propria realizzazione, o telos), poi proseguiti da Morelli nei suoi lavori accademici. In ambito organizzativo, la leadership e le forme funzionali e difensive di esercizio del potere. A livello delle dinamiche sociali, nella polis, lo studio del conflitto visto quale soluzione elaborata e matura dell'eterna contrapposizione tra pace e guerra.
Tra i meriti di Luigi Pagliarani va ricordata la valorizzazione di autori di orientamento psicoanalitico al tempo poco conosciuti quando non addirittura dimenticati, sia della cosiddetta “generazione di mezzo” (Sándor Ferenczi, Michael Balint e soprattutto Wilfred Bion), sia della scuola argentina (José Bleger ed Enrique Pichon-Rivière).
Costante è stato in ogni caso lo sguardo aperto al confronto interdisciplinare e capace di integrare le teorie e le prassi psico-sociologiche con la filosofia, la letteratura, la poesia (frequenti e approfonditi i riferimenti soprattutto all'opera di Fëdor Dostoevskij, Robert Musil o Paul Valéry).

## L'eredità di pensiero
Alla lezione di Luigi Pagliarani fanno diretto riferimento, oltre ad Ariele (l'ultimo dei gruppi da lui personalmente costituito), le associazioni Ariele Psicoterapia a Brescia e Polemos a Trento.
Nel 2002, per iniziativa di Maria Zanetta Pagliarani e di Mario Pagliarani, è stata costituita a Vacallo (Canton Ticino) la Fondazione Luigi (Gino) Pagliarani, con lo scopo di proseguirne l'opera di ricerca scientifica e di intervento sociale attraverso la promozione di iniziative e attività culturali. Tra queste la creazione del “Fondo Pagliarani” che raccoglie le innumerevoli carte (appunti, schede e materiali vari d'archivio) accumulate nel corso di decenni, e la rivista semestrale L'educazione sentimentale, pubblicata nel periodo 2003-2008 dall'editore Guerini e Associati e dal 2009 dall'editore Franco Angeli.
All'opera di Luigi Pagliarani il regista Dario D'Incerti ha dedicato nel 1997 il mediometraggio L'angoscia della bellezza.

## Pubblicazioni
- Luigi Pagliarani, La co-gestione dell'ansia. Aspetti e problemi della comunità terapeutica secondo un'ottica socioanalitica, Collana: Psicoterapia e scienze umane, n.12, Milano, Franco Angeli, 1969.
- G. Lapassade, Il mito dell'adulto, Prefazione di Luigi Pagliarani alla traduzione italiana de, Rimini, Guaraldi, 1971.
- Luigi Pagliarani, Pinocchio esce dal pescecane: utilità sociale e prospettive della socioanalisi, Collana:Psicoterapia e scienze umane, n. 3-4, Milano, Franco Angeli, 1972.
- Luigi Pagliarani, Crisi e futuro dell'assistente sociale, Collana: Psicoterapia e scienze umane, n. 3-4, Milano, Franco Angeli, 1972.
- Sergio Zavoli, In nome del figlio, Intervista a Luigi Pagliarani, Torino, S.E.I., 1972.
- Luigi Pagliarani, Utilità pratica dello studio della Menzies, Collana: Psicoterapia e scienze umane, n. 1-2, Milano, Franco Angeli, 1973.
- Luigi Pagliarani, Il lavoro come momento di connessione tra mondo interno e mondo esterno attraverso la mediazione del principio di realtà, Collana: Giornate di studio, Bergamo, Cis, 1975.
- Luigi Pagliarani, Psicoanalisi e socioanalisi, un vertice per la polis, in Franco Fornari - Psicoanalisi e istituzioni:atti del Congresso internazionale tenuto all'Universita di Milano: 30 ottobre-1 novembre 1976, Firenze, Le Monnier, 1978.
- Luigi Pagliarani, In origine era la coppia, Collana: Quaderni di sessuologia clinica, n. 2, 1982.
- Luigi Pagliarani, Il lavoro come momento di connessione tra mondo interno e mondo esterno, attraverso la mediazione del principio di realtà, in A. Bertolotti, D. Forti, G, Varchetta, L'approccio socioanalitico allo sviluppo delle organizzazioni, Milano, Franco Angeli, 1981.
- Luigi Pagliarani, Occhi per non vedere. Sulla resistenza istituzionale all'esame di realtà. Dalla mancata azione all'atto mancato, in M. Lang, K. Schweitzer L'approccio socioanalitico allo sviluppo delle organizzazioni, Napoli, Liguori, 1983.
- Luigi Pagliarani, Metempsicotico il gruppo?, Collana: Quaderni di psicoterapia di gruppo, Identità e gruppalità, n. 2, 1983.
- Luigi Pagliarani, Ambiguità e sentimento del tempo, Collana: Quaderni di psicoterapia di gruppo, Identità e gruppalità, Gruppi e psicosi n. 3, 1984.
- Luigi Pagliarani, Soliloquio sul poeta come politico, Collana: Psicoterapia e scienze umane, n.2, Milano, Franco Angeli, 1984.
- Luigi Pagliarani, Il coraggio di Venere. Anti-manuale di psico-socio-analisi della vita presente, Milano, Raffaello Cortina, 1985,  p. 398, ISBN 88-7078-045-7.
- Luigi Pagliarani, Fornari, la polemologia e un lapsus della psicoanalisi, Collana: Il piccolo Hans, n.56, Bergamo, Moretti&Vitali, 1987.
- Luigi Pagliarani, A. Basili, A. Burlini, K. Fornara, S. Giacobbi, R. Pescara, L. Sorrentino, Glossario di psicoterapia progettuale, Milano, Guerini, 1990,  p. 93, ISBN 88-7802-144-X.
- Luigi Pagliarani, Bel è buono. Sul rigore – non moralistico – del giudizio estetico, in G.Varchetta Etica ed estetica della formazione, Milano, Guerini e Associati, 1990.
- Luigi Pagliarani, L'ultimo Bion: psico-socio-analista, in E. Cassani, G. Varchetta Psicosocioanalisi e crisi delle istituzioni, Milano, Guerini e Associati, 1990.
- Luigi Pagliarani, Hermes o Afrodite?, Rivista italiana di gruppoanalisi, vol. V, n.1, Milano, Riza, 1990.
- Luigi Pagliarani, Carla Weber, Ugo Morelli, Violenza e bellezza. Il conflitto negli individui e nella società, conversazione con Carla Weber e Ugo Morelli, Milano, Guerini e Associati, 1993,  p. 110, ISBN 88-7802-393-0.
- Luigi Pagliarani, Metodologia dell'analisi del controtransfert istituzionale: approdo e problemi, in M. Bortoloso L'inconscio organizzativo. Analisi del controtransfert istituzionale, Milano, Guerini e Associati, 1993.
- Luigi Pagliarani, Amore senza vocabolario. Racconti dal Lager 1943-1945, Milano, Guerini e Associati, 1995,  p. 121, ISBN 88-7802-644-1.
- Voce nel presente. Riflessioni radiofoniche per la Radio Svizzera Italiana, Naviculae 8, Studio Akoé, Trento 1997.
- Luigi Pagliarani, La sfida di Bion, oggi più che ieri. Psicosocioanalisi del potere e dei conflitti, intervento alla tavola rotonda Uno sguardo ai gruppi di lavoro specializzati oggi, International Centennial Conference on the Work of W.R. Bion, Torino 16-19 luglio 1997, Collana: Psicoterapia e scienze umane, n.2, Milano, Franco Angeli, 1998.
- Luigi Pagliarani, Violenza vs. armonia (conflitti intra-ed extra-psichici irrisolti) (Sì, l'amore è politico), Collana: Psicoterapia e scienze umane, n.4, Milano, Franco Angeli, 1998.
- Luigi Pagliarani, a cura di Anton Obholzer e Vega Zagier Roberts, L'inconscio al lavoro : stress individuale e organizzativo nei servizi alla persona, Milano, ETAS, 1998,  p. 218, ISBN 88-453-0911-8.
- Luigi Pagliarani, B. Castiglione, G. Harrison, Identità in formazione. Riflessioni antropologiche e gruppoanalitiche per una definizione transculturale del rapporto tra identità ed alterità, Padova, Cleup editrice, 1993,  p. 196, ISBN 88-7178-286-0.

## Premi e riconoscimenti
- Premio Saint-Vincent per il giornalismo, nona edizione (1957).